# Chamaecrista serpens
Chamaecrista serpens är en ärtväxtart som först beskrevs av Carl von Linné, och fick sitt nu gällande namn av Edward Lee Greene. Chamaecrista serpens ingår i släktet Chamaecrista och familjen ärtväxter.

## Underarter
Arten delas in i följande underarter:
- C. s. delicata
- C. s. grandiflora
- C. s. isthmogenes
- C. s. mensarum
- C. s. oaxacana
- C. s. serpens
- C. s. wrightii